# Ганс Зенкель
Ганс Зенкель (нім. Hans Senkel; 14 січня 1910, Шлойзегрунд — 30 жовтня 1942, Атлантичний океан) — німецький офіцер-підводник, корветтен-капітан крігсмаріне.

## Біографія
1 квітня 1932 року вступив на флот. З жовтня 1938 року служив на есмінці «Фрідріх Ін». В березні-липні 1941 року пройшов курс підводника, після чого служив в 24-й флотилії. У вересні-жовтні 1941 року пройшов командирську практику на підводному човні U-74. З 5 листопада 1941 року — командир U-658, на якому здійснив 2 походи (разом 93 дні в морі). 30 жовтня 1942 року U-658 був потоплений в Північній Атлантиці східніше Ньюфаундленда (50°32′ пн. ш. 46°32′ зх. д.) глибинними бомбами канадського бомбардувальника «Хадсон». Всі 48 членів екіпажу загинули.
Всього за час бойових дій потопив 3 кораблі загальною водотоннажністю 12 146 тонн і пошкодив 1 корабель водотоннажністю 6466 тонн.
| Дата           | Назва корабля        | Тип               | Тоннаж | Вантаж                                                                  | Екіпаж | Загинули | Країна             | Конвой |
| -------------- | -------------------- | ----------------- | ------ | ----------------------------------------------------------------------- | ------ | -------- | ------------------ | ------ |
| 13 серпня 1942 | Medea                | Торговий пароплав | 1,311  | 1636 тонн генеральних вантажів, в тому числі 220 ящиків динаміту        | 28     | 5        | Нідерланди         | WAT-13 |
| 17 серпня 1942 | Fort la Reine        | Торговий пароплав | 7,133  | 5200 тонн генеральних вантажів і 4100 тонн зерна та пиломатеріалів      | 44     | 3        | Британська імперія | PG-6   |
| 17 серпня 1942 | Laguna (пошкоджений) | Торговий теплохід | 6,466  | Генеральні вантажі, включаючи руду, зернові культури, бавовну і коноплю | 58     | 0        | Британська імперія | PG-6   |
| 17 серпня 1942 | Samir                | Торговий пароплав | 3,702  | Баласт                                                                  | ?      | ?        | Єгипет             | PG-6   |

## Звання
- Кандидат в офіцери (1 квітня 1932)
- Морський кадет (4 листопада 1932)
- Фенріх-цур-зее (1 січня 1934)
- Оберфенріх-цур-зее (1 вересня 1935)
- Лейтенант-цур-зее (1 січня 1936)
- Оберлейтенант-цур-зее (1 жовтня 1937)
- Капітан-лейтенант (1 березня 1940)
- Корветтен-капітан (1 листопада 1942, посмертно)

## Нагороди
- Медаль «За вислугу років у Вермахті» 4-го класу (4 роки)
- Залізний хрест
  - 2-го класу (15 грудня 1939)
  - 1-го класу (квітень 1941)
- Нагрудний знак есмінця (19 жовтня 1940)
- Нагрудний знак підводника (13 вересня 1942)